# Fernando Funan Chien
Fernando Funan-Chien (Taipei, 6 ottobre 1974) è un attore, stuntman e doppiatore taiwanese.

## Biografia
Nato a Taipei col nome di Chien Fu-Nan, immigrò in Canada e lì gli venne dato il nome Fernando Chien. Ha praticato Taekwondo, Karate e Hung Gar.

## Filmografia

### Attore

#### Cinema
- La spia, regia di Jim Donovan (1998)
- Falso Indizio, regia di Douglas Jackson (1998)
- L'arte della guerra, regia di Christian Duguay (2000)
- Soldier Of God, regia di W.D. Hogan (2005)
- Honor, regia di David Worth (2006)
- TKO, regia di Declan Mulvey (2007)
- Beyond The Ring, regia di Gerson Sanginitto (2008)
- La mummia - La tomba dell'Imperatore Dragone, regia di Rob Cohen (2008)
- Angel Of Death, regia di Paul Etheredge (2009)
- Bunraku, regia di Guy Moshe (2010)
- Fast & Furious 5, regia di Justin Lin (2011)
- Warrior, regia di Gavin O'Connor (2011)
- Red Dawn - Alba rossa, regia di Dan Bradley (2012)
- Iron Man 3, regia di Shane Black (2013)
- Transcendence, regia di Wally Pfister (2014)
- The Accountant, regia di Gavin O'Connor (2016)
- The Concessionaries Must Die!, regia di America Young (2017)
- Sun Dogs, regia di Jennifer Morrison (2017)
- Unspoken: Diary of an Assassin, regia di Ron Yuan (2017)
- Rogue Warfare, regia di Mike Gunther (2019)
- Rogue Warfare: The Hunt, regia di Mike Gunther (2019)
- Rogue Warfare 3: Death of a Nation, regia di Mike Gunther (2020)
- Shang-Chi e la leggenda dei dieci anelli, regia di Destin Daniel Cretton (2021)
- The Accountant 2, regia di Gavin O'Connor (2025)

#### Televisione
- Student Bodies - serie TV, 2 episodi (1998)
- Gli Specialisti - serie TV, episodio 2x15 (1999)
- The Secret Adventures of Jules Verne - serie TV, episodio 1x11 (2000)
- Il Segno dei Quattro - telefilm (2001)
- Star Trek: Enterprise - serie TV, 2 episodi (2004)
- Crossing Jordan - serie TV, episodi 4x13 (2005)
- My Own Worst Enemy - serie TV, episodio 1x02 (2008)
- The Guild - webserie, 9 episodi (2009)
- Melrose Place - serie TV, episodio 1x04 (2009)
- NCIS: Los Angeles - serie TV, episodio 1x16 (2010)
- The Legend Of Neil - serie TV, episodio 3x07 (2010)
- The Cape - serie TV, episodio 1x01 (2011)
- True Justice - serie TV, episodio 1x10 (2011)
- The Indestructible Jimmy Brown - telefilm (2011)
- The Division - serie TV, episodio 1x03 (2012)
- Ray Donovan - serie TV, episodio 1x10 (2013)
- We Are Fathers - serie TV, 2 episodi (2016)
- The Last Ship - serie TV, 6 episodi (2016)
- NCIS: New Orleans - serie TV, episodio 3x19 (2017)
- Iron First - serie TV, 7 episodi (2018)
- FBI - serie TV, episodio 2x03 (2019)
- Hawaii Five-0 - serie TV, 5 episodi (2019-2020)
- MacGyver - serie TV, episodio 4x02 (2020)
- The Blacklist - serie TV, 2 episodi (2021)

### Doppiatore

#### Cinema
- Il piccolo Yeti (Abominable), regia di Jill Culton (2019)

#### Televisione
- We Bare Bears - Siamo solo orsi (We Bare Bears)- serie TV animata, episodio 3x02 (2017)
- American Dad! - serie TV, episodio 13x16 (2019)

#### Videogiochi
- Spider-Man (2018)

## Doppiatori italiani
Nelle versioni in italiano delle opere in cui ha recitato, Fernando Funan Chien è stato doppiato da:
- David Chevalier in The Accountant, The Accountant 2
- Raffaele Palmieri in Warrior
- Riccardo Scarafoni in The Last Ship
- Roberto Fidecaro in NCIS: New Orleans